# Zbigniew Pajdak
Zbigniew Pajdak (ur. 23 stycznia 1937 w Dzierżaninach, zm. 1 listopada 1990 w Poznaniu) – polski inżynier i menedżer kolejowy, naczelny dyrektor Zachodniej Dyrekcji Okręgowej Kolei Państwowych w Poznaniu. 

## Rodzina i edukacja
Syn Michała Pajdaka i Anny z domu Mikosz. Wczesną edukację pobierał w Paleśnicy. W 1955 ukończył Technikum Kolejowe w Nowym Sączu. Studiował na Politechnice Poznańskiej (1961), następnie w Leningradzkim Instytucie Inżynierów Transportu Kolejowego (1961–1966).  

## Praca zawodowa
Powierzono mu szereg kierowniczych funkcji na PKP, m.in. dyrektora Rejonowej Dyrekcji Kolei Państwowych w Poznaniu (1975–1984), zastępcy dyrektora Zachodniej Dyrekcji Okręgowej Kolei Państwowych w Poznaniu ds. eksploatacyjnych (1984–1985), oraz jej naczelnego dyrektora (1985–1990).  
Odpowiedzialny za kluczowe inwestycje na terenie ZDOKP, między innymi zmodernizowanie największej w Wielkopolsce stacji towarowej Poznań Franowo (1987), uruchomienie nowoczesnego ośrodka informatyki i elektryfikację odcinków kolejowych (Magistrala Odrzańska, Rzepin – Kunowice – Granica Państwa, północna obwodnica Poznania).    
W latach 1975–1990 był członkiem Prezydium KKS Lech Poznań. Inicjator powstania monografii ZDOKP, której autorem jest Henryk Zięba i powstania kolejowej „Izby Pamięci”.   
W 2012 roku nominowany do 90 wybitnych Lechitów z okazji 90-lecia klubu Lech Poznań.
Pochowany 7 listopada 1990 roku w Alei Zasłużonych na Cmentarzu Junikowo w Poznaniu (pole AZ kwatera 3-L-4).

## Życie prywatne
Żonaty z Marią z domu Kaźmierowską, wieloletnim pracownikiem ZDOKP. Ojciec Michała Pajdaka – menadżera i wykładowcy akademickiego.

## Ordery i odznaczenia
- Order Sztandaru Pracy II klasy
- Krzyż Kawalerski Orderu Odrodzenia Polski (1986)[7]
- Złoty Krzyż Zasługi (1977)
- Złota Odznaka „Za zasługi dla transportu PRL”
- Odznaka tytułu honorowego „Zasłużony Kolejarz PRL” (pośmiertnie, 1990)[8][9]
- Odznaka honorowa „Za Zasługi w Rozwoju Województwa Poznańskiego” (1971)
- Odznaka Honorowa Miasta Poznania (1974)